# Luc de Clapiers de Vauvenargues
Luc de Clapiers, Vauvenargues márkija (Aix-en-Provence, 1715. augusztus 5. – Párizs, 1747. május 28.) francia író, moralizáló munkák szerzője.

## Élete
Nemesi családban született, ifjúságát a család vauvenargues-i kastélyában töltötte. Eleinte katonatiszt volt, két hadjáratban is részt vett, de betegsége miatt (himlőt kapott, arca sebhelyes maradt) megvált a szolgálattól és diplomáciai pályára sem léphetett. Attól kezdve a tudománynak és az irodalomnak élt. Párizsban telepedett le, Marmontel és Voltaire köreihez tartozott, Voltaire-rel még katonatisztként kezdett levelezni.
1746-ban név nélkül jelent meg egy kisebb gyűjteményes kötete, benne a főművének tartott Introduction à la connaissance de l’esprit humain és Réflexions et maximes. Az elsőben korának főbb erkölcsfilozófiai kérdéseit vette szemügyre, a másodikban maximákba sűrítve foglalta össze nézeteit. „Ezek a maximák csak félszázaddal megjelenésük után kezdtek hatni – ennyivel előzte meg Vauvenargues korát. Az Ész századának kellős közepén a szenvedély romantikus elsőbbségét hirdette.”

## Magyarul
- Vauvenargues válogatott morális művei. Gondolatok és életszabályok / Tanácsok egy fiatal embernek; ford. Kun Sámuel; Révai, Bp., 1900 (Positivista könyvtár)
- Tanácsok egy fiatalembernek; ford. Szávai Nándor; inː Ima az Akropoliszon. A francia esszé klasszikusai; vál., előszó, tan. Gyergyai Albert, jegyz. Somló Vera, Szávai János; Európa, Bp., 1977
- A különböző századok jellegéről / Századunk erkölcseiről / A szabadságról / Elmélkedés a hitről / Tervezet egy filozófiai könyvhöz / A szenvedélyekről / Az önzésről és az önszeretetről / A részvétről / Az erkölcsi jóról és a rosszról / A természetről és a szokásokról / A boldogságról / Az erény drágább a boldogságnál / Az értelem nem bírája az érzelemnek / A morálról és a fizikáról / A vagyon egyenlőtlenségéről / A fényűzésről / Az egyszerűségről, a mesterkéltség elfajulása ellen; ford. Zsámboki Mária; in: A francia felvilágosodás morálfilozófiája. Válogatás; vál., utószó, jegyz. Ludassy Mária; Gondolat, Bp., 1975 (Etikai gondolkodók)